# 1,1-Dichloroéthane
Le 1,1-Dichloroéthane est un composé organique de la famille des chloroalcanes. 

## Propriétés
Le 1,1-Dichloréthane est un liquide huileux, avec une odeur proche de celle du chloroforme ou du phénol. Il est plus lourd que l'eau, et y est peu soluble, mais est miscible dans la plupart des solvants organiques. Il est très inflammable et forme avec l'air des mélanges explosifs. Il se décomposé si chauffé, notamment en chlorure d'hydrogène, phosgène et chlorure de vinyle. Dans les conditions normales, le 1,1-dichloroéthane se décompose naturellement, avec une demi-vie de 62 jours, principalement par photolyse, produisant des radicaux hydroxyle.
Le 1,1-Dichloréthane présente des risques d'explosion s'il entre en contact avec des poudres métalliques et l'amidure de sodium. Il réagit aussi dangereusement avec les agents oxydants.

## Synthèse
Le 1,1-Dichloréthane est principalement synthétisé par addition électrophile de l'acide chlorhydrique sur le chlorure de vinyle :

## Utilisation
Le 1,1-Dichloréthane  est principalement utilisé comme matière première pour des synthèses chimiques, notamment celle du 1,1,1-Trichloroéthane. Il est aussi utilisé comme solvant pour les plastiques, les vernis et les peintures, agent d'extraction, comme produit dégraissant. Il est aussi utilisé dans des sprays insecticides, dans les extincteurs à halon, et pour la consolidation du caoutchouc, notamment dans la fabrication de joints en caoutchouc résistants au vide poussé. Son craquage à 400-500 °C et 10 MPa produit le chlorure de vinyle. Dans le passé, il a aussi été utilisé comme agent anesthésique volatil.